# 尾形和幸
尾形 和幸（おがた かずゆき、1976年5月4日 - ）は、日本中央競馬会（JRA）・美浦トレーニングセンターの調教師。宮城県出身。

## 来歴
中学1年生の時に馬術を始め、仙台育英高校では馬術の全国大会で優勝した。高校の同級生に元プロ野球選手の金村暁が居る。中央大学に進学し、大学でも馬術の全国大会で優勝した。
2003年4月にJRA競馬学校厩務員課程に入学し、7月から加藤征弘厩舎で厩務員を務め、8月からは久保田貴士厩舎で調教助手を務める。
2013年に3度目の挑戦でJRA調教師免許試験に合格する。同年3月に開業し、11月9日に行われた京王杯2歳ステークスでカラダレジェンドが勝利し開業から僅か8ヵ月、重賞初出走で初制覇となった。
2017年3月14日に高知競馬場で行われた黒船賞をブラゾンドゥリスで制し地方重賞初制覇。2020年9月21日の中山8Rを勝利しJRA通算100勝を達成。

## 調教師成績

### 概要
|                    | 日付          | 競馬場・開催  | 競走名              | 馬名             | 頭数 | 人気 | 着順 |
| ------------------ | ------------- | ------------- | ------------------- | ---------------- | ---- | ---- | ---- |
| 初出走             | 2013年3月16日 | 2回中京3日7R  | 4歳以上500万下      | ニシノカーリー   | 16頭 | 14   | 15着 |
| 初勝利             | 2013年7月6日  | 2回福島3日3R  | 3歳未勝利           | カラダドリーム   | 15頭 | 5    | 1着  |
| 重賞初出走・初勝利 | 2013年11月9日 | 5回東京3日11R | 京王杯2歳ステークス | カラダレジェンド | 14頭 | 5    | 1着  |
| GI初出走           | 2014年4月13日 | 2回阪神6日11R | 桜花賞              | カウニスクッカ   | 18頭 | 16   | 16着 |

## 主な管理馬
- カラダレジェンド（2013年京王杯2歳ステークス）
- ブラゾンドゥリス（2017年黒船賞）

## 主な厩舎所属者
- 土田真翔（2022年-2023年 騎手）
- 坂口智康（2020年-2024年 調教助手、2024年- 騎手）